# Giancarlo De Carlo
Giancarlo De Carlo (Gènova, 12 de desembre 1919 – Milà, 4 de juny de 2005) ha estat un arquitecte, urbanista, teòric de l'arquitectura i acadèmic italià.
Va ser un dels primers a experimentar i aplicar la participació dels usuaris en l'arquitectura en les etapes de disseny. És conegut internacionalment per ser un dels fundadors del moviment Team X, que va fer la primera ruptura real amb el Moviment Modern i les tesis funcionalistes de Le Corbusier.
Per la seva capacitat d'establir sempre fortes relacions entre la teoria i la pràctica no convencionals ha estat un dels pensadors més aguts de l'arquitectura italiana. És el pare de l'escriptor Andrea De Carlo .
Nascut a Gènova poc després de la fi de la Primera Guerra Mundial de pare sicilià i de mare piemontesa, va viure entre la seva ciutat natal, Livorno i Tunis fins als vint anys. El 1939 es va matricular a la Universitat Politècnica de Milà on es va llicenciar en enginyeria el 1943. Durant la Segona Guerra Mundial va ser reclutat com oficial de la Marina. Després de l'armistici del 8 de setembre de 1943, passà a la clandestinitat i participà en la Resistència amb el Moviment d'Unitat Proletària en el que també hi van participar altres arquitectes milanesos, com Franco Albini i Irenio Diotallevi. Més tard va organitzar un grup polític d'inspiració anarquista-llibertària a Milà (les Brigades Matteotti) juntament amb l'arquitecte Giuseppe Pagano.
Al final de la guerra va publicar a Milà Le Corbusier: Antologia critica degli scritti (Le Corbusier: Antologia crítica dels seus escrits) i comença a assistir al moviment anarquista participant en les primeres conferències italianes a Carrara. La seva sempre serà una adhesió crítica al pensament llibertari proper a les tesis de Piotr Kropotkin i és en aquest període quan la seva col·laboració comença a la revista anarquista Volontà en què intenta llançar noves idees socials per a la reconstrucció i la necessitat incessant d'habitatge assequible. Col·labora ocasionalment amb les revistes d'arquitectura Domus i Casabella i publica una monografia crítica sobre William Morris.
El 1948 va reprendre els seus estudis a l'IUAV (Institut Universitari d'Arquitectura de Venècia) on es va llicenciar el 1949. Dos anys abans va participar en la VIII Trienal de Milà amb tres projectes mai realitzats per al districte QT8. El 1950 va obrir el seu propi estudi a Milà. El 1951 va organitzar una exposició sobre arquitectura espontània per a la IX Trienal de Milà i tres anys després en l'edició següent va presentar tres curtmetratges escrits amb Elio Vittorini en els quals, en ple estil de l'època, va denunciar les possibles derivacions d'una metròpoli moderna gestionada pels buròcrates i tècnics en què l'interès per l'home no sigui prioritari i insta l'espectador a actuar en primera persona. El 1952 va néixer el seu fill Andrea.
El 1955 va obtenir una càtedra d'urbanisme a l'IUAV que mantindria fins al 1983, entrant en contacte i xocant sovint amb els principals noms d'arquitectura i urbanisme italians com Giuseppe Samonà, Carlo Scarpa, Bruno Zevi i Paolo Portoghesi. Entre 1952 i 1960 va formar part de la nova generació convidada a participar als congressos CIAM. Participa en ells gràcies a la presentació d'Ernesto Nathan Rogers que en el mateix període també el va incloure al consell de redacció de la revista Casabella-Continuità, un paper que va abandonar el 1956 després d'amargs contrastos amb el mateix Rogers. En el mateix període forma part del Moviment d'Estudis per l'Arquitectura (MSA) que reuneix diversos joves arquitectes milanesos d'acord amb els principis del Moviment Modern i en contrast obert amb l'experiència romana de l'Associació per a l'Arquitectura Orgànica (APAO) de Bruno Zevi, que prenia com a referència les idees anomenades orgàniques de Frank Lloyd Wright.
El 1956, com a membre italià del CIAM, va presentar el seu propi projecte per a un complex d'habitatges públics a Matera en el qual es van ignorar els principis de Le Corbusier a costa d'una atenció específica al context geogràfic, social i climàtic de la regió. És clarament una forta ruptura amb l'antiga generació d'arquitectes i amb el mite d'un model d'arquitectura internacional únic, l'anomenat International Style. Al congrés de 1956 és tan marcat el final del CIAM i l'inici del Team X, que reuneix la nova generació convidada a participar en l'últim congrés, i que exigeix un nou tipus d'arquitectura, que més adequat a les condicions socials i ambientals locals i on la persona no es redueix a una figura abstracta o a un conjunt de mesures estàndard.
El 1964 es va encarregar del primer Pla General d'Ordenació Urbana de la ciutat d'Urbino. Des del 1965 és l'encarregat de dissenyar el campus i les instal·lacions de la nova Universitat d'Urbino. En el projecte, el campus es fusiona amb el paisatge, inserint-se físicament als turons. El campus universitari d'Urbino és un projecte al que li dedicarà molts anys de la seva vida i que li donarà el seu primer veritable reconeixement internacional. Els anys següents va desenvolupar el projecte de la casa del filòsof Livio Sichirollo i del barri "La Pineta".
El 1968, durant la revolta estudiantil, va buscar un diàleg constructiu amb els seus estudiants i va publicar una sèrie de textos i assajos en els quals va teoritzar una gestió més democràtica i oberta de l'arquitectura i va posar en qüestió l'ensenyament tradicional: "La piràmide invertida", " Ordre, Institució, Educació, Trastorn "," El públic de l'arquitectura "i" Una arquitectura de participació ".
Des del 1970, junt amb Domenico De Masi, Fausto Colombo i Valeria Fossati Bellani i els treballadors i les seves famílies, construeix les cases per als treballadors Matteotti a Terni. Es tracta del primer exemple d'arquitectura participativa a Itàlia que demostra ser un èxit i que després repetirà amb diferents resultats i procediments el 1972 pel Pla Director de Rimini i el 1979 per a la recuperació de l'illa de Mazzorbo a Venècia.
Des del 1976 va fundar ILAUD (o ILA & UD, Laboratori Internacional d'Arquitectura i Disseny Urbà), un laboratori internacional d'arquitectura i disseny urbà, basat en els principis del Team X, que es desenvolupava cada estiu a Itàlia i que amb els anys va tenir lloc a Venècia, Siena, Urbino i a d'altres ciutats. Tenia l'objectiu de realitzar una activitat de recerca contínua mitjançant la comparació teòrica i de disseny entre les noves generacions de les més prestigioses escoles d'arquitectura europees i americanes. L'Escola d'Arquitectura de Barcelona era una de les participants, i amb els anys hi van participar com a alumnes o professors moltes generacions dels millors arquitectes catalans, com Alfons Soldevila, Enric Miralles, Carles Llop o Enric Massip-Bosch.
El 1978 va fundar i dirigir la revista "Spazio e società" a través de la qual durant més de vint anys mantindrà activa la xarxa de relacions creada amb el Team X i garantint una veu alternativa i independent en el panorama arquitectònic europeu.
A Siena es va encarregar del projecte del nou districte suburbà de San Miniato que, després d'una execució gairebé completa per part del municipi de Siena, va criticar la seva implementació pràctica i del qual es va dissociar després.
El 1984 va acceptar l'encàrrec de la Universitat de Catània per al projecte de recuperació del Monestir de Sant Nicolau l'Arena, seu de l'actual DISUM - Departament d'Humanitats.
Convidat diverses vegades a universitats de tot el món per a conferències i reunions, va rebre nombrosos premis i reconeixements. El 2004, el Centre Pompidou de París li va dedicar una exposició monogràfica i, a Roma, tres dies abans de la seva mort, l'1 de juny de 2005 es va inaugurar una gran exposició retrospectiva en què el mateix De Carlo va supervisar la configuració i la tria no cronològica de la l'exposició.

## Arquitectura
Giancarlo De Carlo sempre ha estat una personalitat incòmoda en el context de l'arquitectura italiana i mai no va posar en compromís les seves idees per no perdre'n la coherència. Per això mateix va renunciar a la realització de molts projectes, com ara el pla director de Rimini.
De Carlo sempre va escapar a una classificació unívoca de la seva obra. En un principi unit als brutals, sempre va refusar aquest terme i durant totes les fases històriques de l'arquitectura italiana mai va participar en cap tendència de moda, preferint eclipsar-se i treballar menys, com durant la moda post-modernista dels anys vuitanta o els corrents d'alta tecnologia i desconstructivistes següents.
En particular, durant tots els anys vuitanta i noranta i gràcies a la revista que va fundar Spazio e Società i mitjançant l'ILAUD, va aconseguir constituir un grup de reflexió i investigació totalment independent i contracorrent respecte les tendències arquitectòniques del moment. D'aquesta manera es va convertir en un referent internacional important per a moltes persones de moltes disciplines.
Tenia una empremta personal, d'aproximació a l'arquitectura que es pot considerar una constant de la cultura arquitectònica italiana, feta de posicions particulars i no d'escoles de pensament reals. Malgrat tot, forma part d'alguns corrents de superació i crítica del racionalisme italià que es van desenvolupar des dels anys seixanta.
Tot i que va passar la major part de la seva vida a Milà, mai no va construir res en aquesta ciutat. A causa de les seves posicions poc acomodatícies, mai va trobar un suport sòlid a l'administració milanesa i fins i tot la seva mort va passar gairebé desapercebuda.
A més de ser un dels primers arquitectes a Europa en teoritzar i practicar la participació dels usuaris en les fases de disseny, en particular per als projectes de Terni, Rímini i Mazzorbo, De Carlo va afirmar que el projecte sempre ha de ser buscat "per intents", no limitat o tancat en una solució rígida.
Va ser atacat greument per Vittorio Sgarbi, que l'acusava d'haver arruïnat l'harmonia i la bellesa del centre històric d'Urbino. De Carlo, per la seva banda, va considerar que la seva activitat impedia una museificació de l'entorn construït de la ciutat i una destrucció social d'aquest.
El 1995, després de la seva participació en el projecte de recuperació del centre històric de Palerm, un projecte que mai va finalitzar a causa dels cops dectimó burocràtics i polítics, va publicar el llibre Progetto Kalhesa sota el pseudònim d'Ismé Gimdalcha on narra les vicissituds en clau fantàstica i irònica del projecte.

## Projectes
- 1950-1951, edifici INA-Casa a Sesto San Giovanni.
- 1951-1953, districte INA-Casa a Baveno .
- 1952-1960, Seu de la Universitat d'Urbino .
- 1956-1957, Residències i botigues a Matera.
- 1955-1961, Casa Ceccarelli a Bolonya.
- 1958-1964, Pla general d'Urbino.
- 1961-1965, Pla Intercomunal Milà (col·laboradors Alessandro Tutino i Silvano Tintori).
- 1961-1963, colònia d'estiu a Riccione.
- 1962-1965, Col·legi del Colle, Urbino.
- 1963, recuperació del Palazzo degli Anziani a Urbino.
- 1966-1968, Facultat de Dret, Urbino.
- 1967-1969, barri de la Pineta, Urbino.
- 1967-1969, Hospital Mirano, província de Venècia
- 1968, Ca'Romanino (Casa Sichirollo), Urbino.
- 1968-1976, Facultat de Magisteri, Urbino.
- 1969, Pavelló italià, Osaka, Japó.
- 1969-1972, Operació Mercatale, Urbino.
- 1970-1975, Nuovo Villaggio Matteotti a Terni.
- 1970-1972, Pla detallat del nou centre de Rímini 1971.
- 1971-1975, Restauració de la rampa de Francesco di Giorgio, Urbino.
- 1973-1983, col·legis universitaris a Urbino.
- 1972-1985, Facultat d'Enginyeria de la Universitat de Pavia.
- 1977-1982, Renovació del Teatre Sanzio, Urbino.
- 1977-1979, escoles elementals i mitjanes de Buia i Osoppo, Udine.
- 1979, programa de recuperació del centre històric de Palerm.
- 1979-1985, Residències a Mazzorbo, Venècia.
- 1980-1981, recuperació de Cascina San Lazzaro, Pavia.
- 1980-1981, Concurs per a la Piazzale delle Pace, Parma.
- 1981-1983, recuperació de la zona de Prè a Gènova.
- 1983, Nova seu de l'Instituto Estatal d'Arte <i id="mw8Q">Scuola del Llibre</i>, Urbino
- 1982-2001, Facultat de Medicina i Biologia de Siena.
- 1983-1987, Restauració del magatzem de Darsena a Cervia
- 1986-2005, institut tècnic i comercial de Carlo Cattaneo a San Miniato, Pisa.
- 1986-1999, recuperació de Palazzo Battiferri, Urbino.
- 1986-2004, recuperació del complex benedictí a Catània.
- 1989-2005, Gimnàs a Mazzorbo, Venècia.
- 1989-1994, Nou Pla Director Urbà.
- 1992-2005, Nou Palau de Justícia, Pesaro.
- 1993-1999, recuperació del poble de Colletta di Castelbianco, Savona.
- 1993-1996, pont fronterer entre San Marino i Itàlia.
- 1994-2000, portes d'entrada a la República de San Marino.
- 1995-2002, Lluna Blava Nova al Lió de Venècia.
- 1996, Projecte d'aterratge, Salònica, Grècia.
- 1997-2001, recuperació del castell de Montefiore a Recanati.
- 1997-1998, campus universitari a via Roccaromana, Catània.
- 1998-2002, Palazzo degli Anziani a Ancona.
- 2000-2001, Projecte de Ponte Parodi, Gènova. (Competició internacional)
- 2003, Projecte per als Jardins Porta Nuova de Milà. (Competició internacional)
- 2003-2006, Residències a Wadi Abou Jmeel, Beirut, Líban.
- 2003-2005, Nou centre infantil a Ravenna.

## Arxiu
El fons Giancarlo De Carlo va ser conservat a l'estudi professional de Milà entre 1950 i 1998 quan, per voluntat del mateix arquitecte, va ser donada en préstec a l'Arxiu de Projectes de Venècia.

## Escrits
Giancarlo De Carlo va ser un publicista extremadament actiu i prolífic. Els seus escrits són innombrables i, a més de llibres, va escriure en moltes revistes d'arquitectura, incloses Casabella, Domus i Spazio e Società, de les quals fou el fundador i principal motor. També va escriure a diaris, setmanaris i butlletins universitaris. A continuació, es mostra una selecció dels principals llibres.
- Le Corbusier, antologia crítica dels escrits, Milà, Rosa i Ballo, 1945.
- William Morris, Milà, The Balcony, 1947.
- Matèries d'arquitectura i urbanisme, Urbino, Argalia, 1964.
- Urbanisme espacial i urbanístic a la zona de Milà, Pàdua, Marsilio, 1966.
- Urbino. La història d'una ciutat i el pla de la seva evolució urbana, Pàdua, Marsilio, 1966.
- Planificació i disseny de universitats, Venècia, Edicions universitàries italianes, 1968.
- La piràmide invertida, De Donato (Sèrie: Dissensi 8), Bari, Donato, 1968.
- Projectes per al port antic, d'Emma Serra i Giorgio Bagnasco, Gènova, Marietti, 1992 ISBN 88-211-8997-X
- Els esperits de l'arquitectura, editat per Livio Sichirollo, Roma, Editori Riuniti, 1992.
- La ciutat i el port, Gènova, Marietti, 1992.
- A les ciutats del món, Venècia, Marsilio, 1995.
- El projecte Kalhesa, Venècia, Marsilio, 1995 (amb el pseudònim d'Ismé Gimdalcha)
- Jo i Sicília, Catània, Maimone, 1999.
- Viatge a Grècia, editat per Anna De Carlo, Macerata, Quodlibet (Sèrie: Quodlibet Abitare 2), 2010
- L'arquitectura de la participació, comissariada per Sara Marini, Macerata, Quodlibet (Sèrie: Quodlibet Abitare 9), 2013
- La piràmide invertida. Arquitectura més enllà del 1968, editat per Filippo De Pieri, Macerata, Quodlibet (Sèrie: Quodlibet Habitat 20), 2018

## Reconeixements
- És nomenat professor visitant a la Universitat Yale, a l'Institut Tecnològic de Massachusetts (MIT), a la Universitat de Califòrnia i a la Universitat de Cornell
- Membre honorari de l'American Institute of Architects, 1975.
- Membre honorari del Royal Institute of British Architects (RIBA), 1981.
- Premi Wolf, 1988.
- Ciutadà Honorífic d'Urbino, 1989.
- Royal Medal 1993 del RIBA, prestigiós reconeixement atorgat amb la motivació: no construeix monuments, sinó comunitats .
- Rep les claus de la ciutat de Venècia, 1999.
- Medalla de Fritz Schumacher el 1990.

## Honors
Medaglia d'oro ai benemeriti della Cultura e dell'Arte— Roma, 3 desembre 2008. Per iniciativa del President de la República Itañliana.